# Donato Acciaiuoli

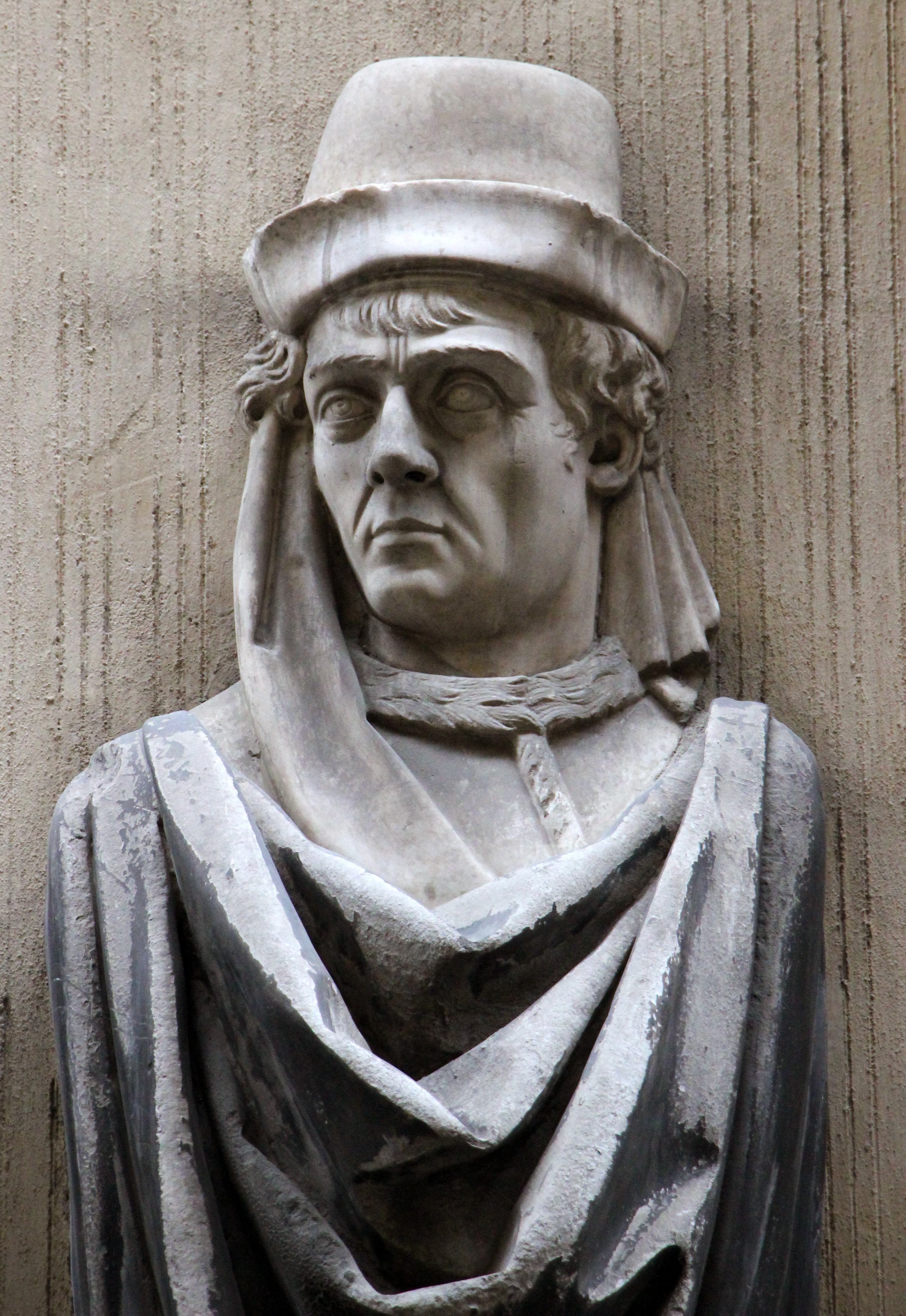
Erma di Donato Acciaiuoli sul Palazzo dei Visacci

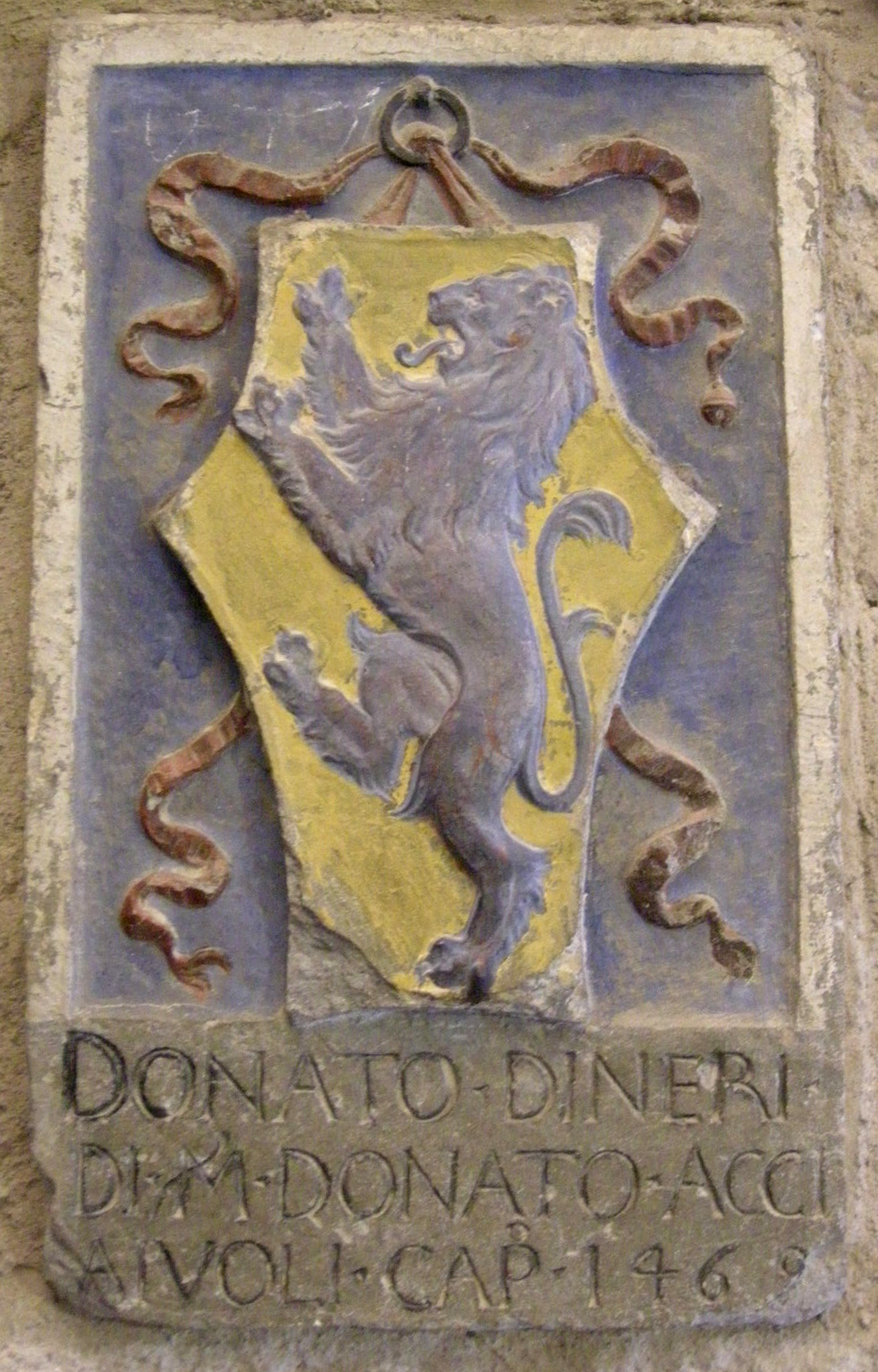
Stemma di Donato Acciaiuoli a Volterra

Donato Acciaiuoli o Acciaioli (Firenze, 15 marzo 1429 – Milano, 28 agosto 1478) è stato uno scrittore, politico e umanista italiano, della celebre famiglia fiorentina degli Acciaiuoli, figlio di Neri e fratello di Pietro.

## Biografia
Dopo aver brillantemente appreso la lingua greca, il latino e gli studi matematici quale allievo prediletto dell'Argiropulo, si dedicò alla traduzione di opere classiche dal greco al latino, come alcune delle Vite di Plutarco, e alla stesura di opere originali, soprattutto di carattere storico e filosofico, come i Commentari all'Etica di Aristotele, o le biografie di Carlo Magno, di Annibale, di Scipione l'Africano.
Ricoprì anche incarichi politici per la città di Firenze: Consigliere e Maestro di Palazzo del Re di Francia nel 1461 e nel 1478, Vicario di Poppi e del Casentino (1462), Priore di Libertà nel 1463, commissario a Pistoia (1464), capitano a Volterra (1469 e 1477), podestà a Montepulciano (1470), nonché responsabile di alcune ambascerie di successo (a Milano nel 1467, presso la Santa sede nel 1470, 1471, 1476 e 1478, a Siena nel 1471) fino all'elezione a gonfaloniere della città nel 1473 e in seguito a podestà di Pisa nel 1476. 
Morì a Milano il 28 agosto 1478, mentre si recava a Parigi per chiedere l'aiuto di re Luigi XI di Francia per i fiorentini contro il papa Sisto IV, responsabile della congiura dei Pazzi.
Le sue spoglie furono riportate in città e inumate nella Certosa di Firenze, luogo di sepoltura di famiglia.

### Matrimonio e discendenza
Nel 1461 Donato sposò Marietta Pazzi di Pietro d'Andrea, dalla quale ebbe:
- Alessandro (1466 - 1505);
- Roberto (1467 - 1547), senatore;
- Cassandra;
- Caterina;
- Lorenzo (1472-1534), politico;
- Pietro (1474-?).